# Delejów (gmina)
Delejów – dawna gmina wiejska w powiecie stanisławowskim województwa stanisławowskiego II Rzeczypospolitej. Siedzibą gminy był Delejów.
Gminę utworzono 1 sierpnia 1934 r. w ramach reformy na podstawie ustawy scaleniowej z dotychczasowych gmin wiejskich: Byszów, Chorostków, Delejów, Jeziorko, Kończaki Nowe, Kończaki Stare, Krymidów, Meducha, Międzyhorce, Siemikowce, Tumierz i Tustań.
Pod okupacją część gminy weszła w skład nowej gminy Halicz.